# Quai Valéry Giscard d’Estaing
Der Quai Valéry Giscard d’Estaing ist eine Straße am Seineufer im 7. Arrondissement von Paris.

## Lage
Der Quai Valéry Giscard d’Estaing entstand aus einem Teil des Place Henry de Montherlant (heute Espace Giscard d’Estaing) und dem Quai Anatole France, zwischen Rue du Bac (Pont Royal) und der Rue de Solférino (Passerelle Léopold-Sédar-Senghor).

## Namensursprung
Die Straße ist nach Valéry Giscard d’Estaing (1926–2020), französischer Staatsmann und Präsident der Republik von 1974 bis 1981, benannt.

## Geschichte
Mit Beschluss vom 14. März 2023 erhält ein Teil der Place Henry de Montherlant und des Quai Anatole-France den Namen „Quai Valéry-Giscard-d'Estaing“.

## Sehenswürdigkeiten
Am Espace Valéry Giscard d’Estaing (ehemals Place Henry de Montherlant) befindet sich der Eingang zum Musée national de la Légion d’honneur et des ordres de chevalerie (Rue de la Légion d’Honneur) und zum Musée d’Orsay. Beide Gebäude liegen an der Südseite der Uferstraße (Seineufer).